# Albalá (kommunhuvudort)
Albalá är en kommunhuvudort i Spanien.   Den ligger i provinsen Provincia de Cáceres och regionen Extremadura, i den centrala delen av landet, 250 km sydväst om huvudstaden Madrid. Albalá ligger 502 meter över havet och antalet invånare är 899.
Terrängen runt Albalá är platt åt nordväst, men åt sydost är den kuperad. Runt Albalá är det glesbefolkat, med 18 invånare per kvadratkilometer. Närmaste större samhälle är Alcuéscar, 9,1 km söder om Albalá. Omgivningarna runt Albalá är huvudsakligen savann.